# Julemarked
Et julemarked (også kendt som Christkindlmarkt, Marché de Noël, Christkindlesmarkt, Christkindlmarket og Weihnachtsmarkt) er et gademarked der associeres med fejringen af jul i de fire uger i advent. Markederne stammer fra Tyskland, Østrig og Sydtyrol i Norditalien og Frankrigs østligste regioner; Alsace, Lorraine og Savoie. Julemarkederne kan spores tilbage til senmiddelalderen i den tysktalende del af Europa og mange dele af det tidligere Tysk-romerske Rige, der også inkluderede de østlige dele af Frankrig og Schweiz. Dresdens Strietzelmarkt blev afholdt første gang i 1434. Julemarkederne i Bautzen (først afholdt i 1384), Frankfurt (nævnt første gang i 1393) og München (1310) og Augsburg (1498) er endnu ældre. Wiens "December marked" var en slags forløber for julemarkedet og dateres tilbage til 1294.
I mange byer i Tyskland og Østrig starter advent typisk starten på julemarkederne eller "Weihnachtsmarkt". I Sydtyskland og Østrig kaldes de nogle gange "Christkind(e)l(s)markt" (tysk for "kristus barne marked"). Generelt afholdes de på torve og pladser og i de tilstødende gågader. På markederne sælges mad, drikke og sæsonbetonede genstande, som julepynt og vintertøj, akkompagneret af sang og dans. På dage med aftenåbent (og i nogle byer oftere) velkommer tilskuere "Christkind" (oprindeligt baby-Jesus, men oftere afbildet som en engellignende pige), der spilles af et lokalt barn. Dette foregår især på julemarkedet i Nürnberg.

## Julemarkeder i Danmark
Siden midten af 1990'erne er julemarkeder blevet mere udbredte i Danmark, og de afholdes i dag i mange byer og særligt ved forskellige attraktioner afholdes der markeder. Dette tæller bl.a. Christiania, hvor man afholder julemarked i Den Grå Hal, Tivoli, der hvert år har et tema til deres marked, Den Gamle By i Aarhus, Middelaldercentret ved Nykøbing Falster. Flere herregårde, slotte og skoler afholder også julemarked. Dette tæller bl.a. Gram Slot Næsbyholm, Kronborg Gisselfeld, Engestofte, Gavnø Slot, Koldinghus.

## Populære europæiske julemarkeder
- Bruxelles julemarked (Belgien)
- Craiova julemarked (Rumænien)
- Kølns julemarked (Tyskland)
- Trier julemarked (Tyskland)
- Montbeliard julemarked (Frankrig)
- Metz julemarked (Frankrig)
- Prags julemarked (Tjekkiet)
- Basel julemarked (Schweiz)
- Wiens julemarked (Østrig)
- Budapest julemarked (Ungarn)

Adventsfesten ved basilikaen i Ungarn er blevet kåret som det bedste julemarked i Europa for 2020.